# Csesztreg
Csesztreg is een plaats (község) en gemeente in het Hongaarse comitaat Zala. Csesztreg telt 854 inwoners (2001).

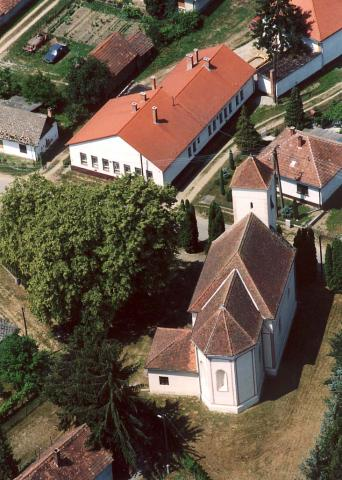
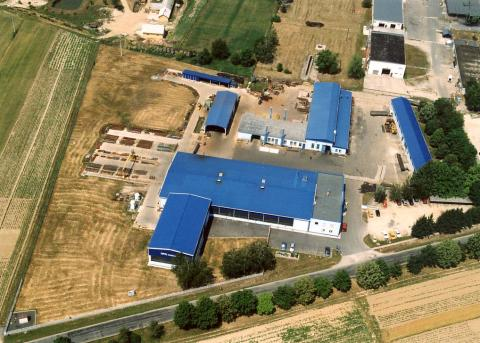
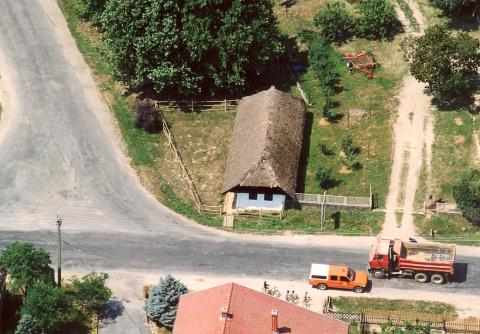
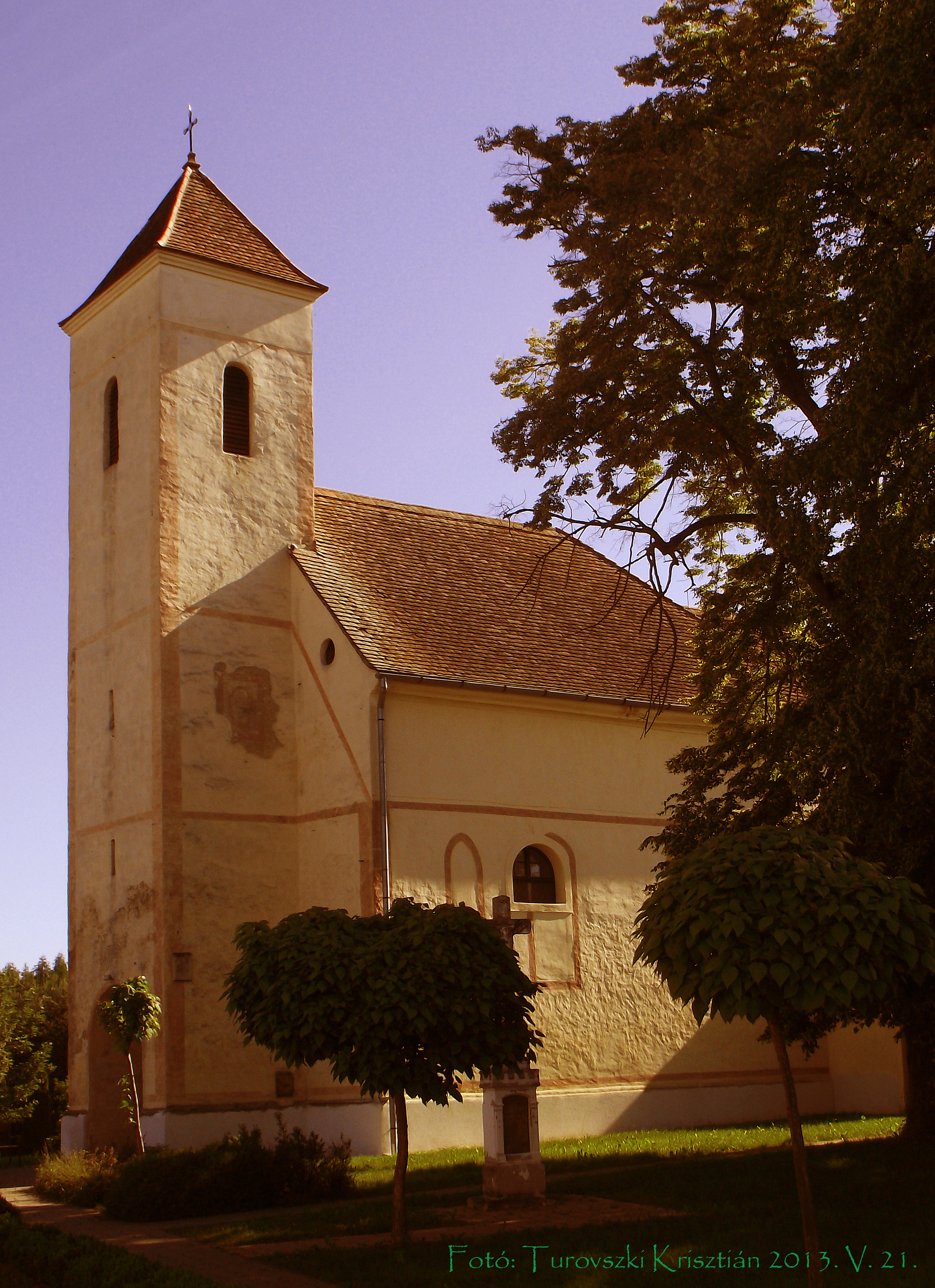